# Shirley Booth
Thelma Marjorie Ford (ur. 30 sierpnia 1898 w Nowym Jorku, zm. 16 października 1992 w North Chatham) – amerykańska aktorka, laureatka Oscara za rolę w filmie Wróć, mała Shebo, który był jej debiutem na dużym ekranie.

## Życiorys
Urodzona jako Marjorie Ford w Nowym Jorku w rodzinie Alberta Jamesa Forda i Virginii Marthy Wright. Miała młodszą siostrę Jean Valentine Ford (ur. 1914). W wieku 11 lat została nazwana przez rodzinę Thelmą i imię to zostało dołączone do jej nazwiska.
Karierę aktorki rozpoczęła 26 stycznia 1925 roku występując na Broadwayu w sztuce Hell’s Bells u boku Humphreya Bogarta. Na scenie pracowała do roku 1970 grając w ponad 30 sztukach. W 1949 roku otrzymała nagrodę Tony dla najlepszej aktorki drugoplanowej za rolę w sztuce Goodbye, My Fancy. Nagrodę tę otrzymała jeszcze dwukrotnie, lecz dla najlepszej aktorki pierwszoplanowej za m.in. rolę w sztuce Wróć, mała Shebo. Dwa lata po zejściu sztuki z afisza, Booth wystąpiła w jej filmowej adaptacji, która była zarazem jej filmowym debiutem. Za film otrzymała Oscara dla najlepszej aktorki pierwszoplanowej, nagrodę aktorką podczas Festiwalu w Cannes i Złoty Glob. Jednak mimo tego sukcesu, kino wiele jej nie zaproponowało. Booth więc sukces kontynuowała grając w telewizyjnym serialu Hazel, gdzie przez cztery lata wcielała się w postać Hazel Burke, kompetentnej gosposi. Za rolę otrzymała dwukrotnie nagrodę Emmy dla najlepszej aktorki w serialu komediowym.
Aktorka zmarła w wieku 94 lat w swoim domu znajdującym się w North Chatham w stanie Massachusetts. Spoczęła w Mount Hebron Cemetery w New Jersey.
Shirley Booth posiada swoją gwiazdę w Hollywoodzkiej Alei Sław przy 6840 Hollywood Boulevard.

## Filmografia
Filmy fabularne
- 1952: Wróć, mała Shebo (Come Back, Little Sheba) jako Lola Delaney
- 1954: About Mrs. Leslie jako pani Vivien Leslie
- 1958: Swatka (The Matchmaker) jako Dolly 'Gallagher' Levi
- 1958: Hot Spell jako Alma Duval
- 1966: The Glass Menagerie jako Amanda Wingfield
- 1967: Nie bądź delikatny w tą dobrą noc (Do Not Go Gentle Into That Good Night) jako Heloise Michaud
- 1968: The Smugglers jako pani Hudson
- 1974: The Year Without a Santa Claus jako pani Mikołajowa (głos)

Seriale telewizyjne
- 1954-1961: The United States Steel Hour jako Jenny
- 1957: Playhouse 90 jako Perle Mesta
- 1961-1966: Hazel jako Hazel Burke
- 1969: The Ghost & Mrs. Muir
- 1973: A Touch of Grace jako Grace Simpson

## Nagrody
- Nagroda Akademii Filmowej Najlepsza aktorka pierwszoplanowa: 1953 Wróć, mała Shebo
- Złoty Glob Najlepsza aktorka w filmie dramatycznym: 1953 Wróć, mała Shebo
- Nagroda Emmy
  - Najlepsza aktorka w serialu komediowym: 1963 Hazel
  - 1963 Hazel
- Nagroda Tony
  - Najlepsza aktorka drugoplanowa w sztuce: 1949 Goodbye, My Fancy
  - Najlepsza aktorka w sztuce: 1950 Come Back, Little Sheba
  - 1953 The Time of the Cuckoo
- Nagroda na MFF w Cannes Najlepsza aktorka: 1952 Wróć, mała Shebo